# Lies Bonnier
Elisabeth Johanna Maria (Lies/Liesbeth) Burg-Bonnier ('s-Hertogenbosch, 8 juli 1925 – Gooise Meren, 22 augustus 2021) was een Nederlands zwemster, gespecialiseerd in de schoolslag. Bonnier nam deel aan de Olympische Zomerspelen 1952, maar werd in de halve finale uitgeschakeld.

## Biografie
De in 1925 geboren Bonnier kreeg in het buitenbad in de IJzeren Vrouw haar eerste zwemlessen. Talent en discipline had ze wel, maar de aanleg niet. Ze moest daardoor hard trainen om haar doel (de Nederlandse zwemtop halen) te bereiken.
In 1948 nam Bonnier voor het eerst deel aan de Nederlandse kampioenschappen zwemmen. Met een tijd van 3.04,9 minuten behaalde ze echter geen medaille op haar favoriete onderdeel, de 200 meter schoolslag. Bij de nationale kampioenschappen van 1950 deed ze het beter en kwam ze met haar tijd van 2.59,0 minuten op diezelfde afstand in de finale terecht. Ze won de NK niet, maar mocht wel deelnemen aan de Europese kampioenschappen in Wenen. Daar veroverde ze een zilveren medaille op de 200 meter schoolslag. Ook in 1951 werd ze geen Nederlandse kampioene, toen ze in de finale werd verslagen door zwemster Rika Bruins. Bonnier, Bruins en Nel Garritsen werden voor de schoolslagafstand afgevaardigd naar de Olympische Zomerspelen 1952 in Helsinki. Enkel Garritsen lukte het om een finaleplaats te bemachtigen; de wedstrijden werden gedomineerd door onder meer de Hongaarse topzwemsters Éva Székely, Éva Novák en Klára Killermann. Bonnier won een maand later de 200 meter schoolslag op de nationale kampioenschappen van 1952 alsnog met een tijd van 2.59,9 minuten en beëindigde daarmee haar zwemcarrière.
Ze trouwde op 17 november 1953 met Chris Burg. Op latere leeftijd deed Bonnier met succes mee aan zwemwedstrijden voor masters. Zo won ze in 1991 nog drie gouden medailles op het EK voor masters.
Bonnier overleed op 22 augustus 2021 op 96-jarige leeftijd.